# 유창식
유창식(柳昌植, 1992년 5월 15일 ~ )은 대한민국의 전직 야구선수이다. 투수, 외야수이다. 그의 외사촌은 전 KBO 리그 KIA 타이거즈의 투수인 김현준이다. 한때는 제 2의 류현진으로 기대받았던 유망주였지만 잘못된 선택으로 나락으로 떨어진 선수이다.

## 아마추어 시절
광주화정초등학교와 무등중학교를 거쳐 광주제일고등학교에 입학했다. 광주일고 3학년이던 2010년, 제 64회 황금사자기 전국고교야구대회에서 장충고와의 결승전 완봉승을 거두는 등 소속 팀을 대회 정상으로 이끌었다. 대회 기간에 광주일고가 거둔 6승 중 4승을 담당했고, 29이닝(30탈삼진) 동안 평균자책점 0을 기록하며 대회 최우수 선수로 선정됐다. 제 24회 세계 청소년 야구 선수권 대회에 팀 동료인 허일, 백재엽과 함께 국가대표로 선출됐다. 당시 휘문고등학교에 재학 중이던 동기 임찬규와 절친이자 라이벌 관계였고, 이는 프로 데뷔 이후에도 널리 알려졌다.
미국 MLB 스카우트들의 관심을 사로잡을 만큼 해외 진출에 대한 전망도 있었지만 가정 사정의 이유를 들어 MLB 진출을 거절했다. 이로 인해 2011년 신인 드래프트에서 전체 1순위 지명 예상자로 손꼽혔다. 8월 16일 2011년 한국프로야구 신인 드래프트에서 전년도 최하위를 기록해 전체 1순위 지명권을 가진 한화가 그를 지명하며 전면 드래프트 1순위 지명자로 선택됐다.

## 한국 프로야구 시절

### 한화 이글스 시절
2011년에 입단하였다. 계약금 7억원은 2006년 광주동성고등학교 투수였던 한기주가 KIA 타이거즈에 입단하며 받았던 10억원에 이은 역대 한국 프로 야구 2번째이며, 한화 이글스 팀 역사상 최고 신인 계약금이었다. 그러나 입단 후 어깨 통증으로 1군에는 그 해 5월이 되어서야 늦게 합류하는 등 좋은 모습을 많이 못 보였다. 몇 차례 선발로 나서서 선발 승도 거뒀는데, 그가 초기에 거둔 승리는 모두 LG 트윈스를 상대로 거둬서 LG 트윈스에게 특히 강했다. 2013년 시즌에 김응용 감독 체제로 바뀌면서 김혁민과 토종 원투 펀치를 이룰 예정이었으나, 상반기에는 평균자책이 10점대까지 올라가며 난조를 보였고 2군에서 주로 활동했다. 한국프로야구 올스타전이 끝난 후반기 1군에 복귀해 선발진에 합류했고, 8월 11일 넥센 히어로즈와의 경기에서 선발 등판해 뒤늦게 시즌 첫 선발 승을 거뒀다. 이에 팬들은 '구관이 명관'이라는 말을 깊게 되새기며 기다린 보람이 있다고 느꼈고, 3경기 연속 선발 승을 거둬 다시 팀의 토종 에이스가 됐다. 시즌 5승 중 선발 승은 4승이었다. 2014 시즌 후 이용규와 등번호를 맞바꿨다.

### KIA 타이거즈 시절
2015년 5월 6일 김광수, 노수광, 오준혁과 함께 KIA 타이거즈로 트레이드됐다. 한화 이글스는 박성호, 이종환, 임준섭을 받았다. 고향 팀으로 온 후 기대와는 달리, 제구력이 안정되지 못한 모습을 보였다.

## 한국 독립야구 시절

### 저니맨 외인구단 시절
승부조작 사건 이후 2017년 2월에 입단하였고, 팔꿈치 통증으로 인해 타자로 전향했다는 기사가 보도됐다.
구단 대표 최익성의 인터뷰에 따르면 타자로서의 가능성이 높다는 평가를 받았다.

## 논란

### 승부 조작 사건
2016년 7월 24일 승부 조작에 가담한 세번째 선수가 그라는 기사가 보도됐다. 당시 한화 이글스 소속이었던 그는 2014년 4월 1일 당시 삼성 라이온즈전에서 1회에 박석민에게 스트레이트 볼넷을 내 준 후 500만원을 브로커로부터 받았던 적이 있다고 자수했지만, 경찰 조사 결과 이 경기 뿐만 아니라 같은 해 4월 19일 LG 트윈스를 상대로 또 승부 조작을 해 300만원을 받은 것이 밝혀지며 자진 신고를 하면 징계를 감경해 주겠다는 KBO의 입장은 더 난감해졌다. 이번 사건에는 2011년 한국프로야구 신인 드래프트에서 지명된 이태양, 문우람 등이 이번 사건에 연루가 됐다. 또한 승부 조작 사건과 관련해 추가로 이뤄진 경찰 조사에서 위의 혐의 외에도 불법 사이트에서 본인의 등판 경기에 약 1억 5,000만원을 베팅한 혐의까지 드러났다. 결국 그는 KBO에서 3년간 유기 실격 징계를 받았고, 이후 의정부 지방 법원에서 징역 8개월과 집행 유예 2년을 선고받았다

### 성폭행
승부조작 건과는 별개로 2017년 1월 12일 전 여자친구를 성폭행한 혐의로 재판에 넘겨졌다. 본인과 변호인은 합의에 따른 것이라고 주장했지만 재판부는 피해자 진술의 신빙성을 부정할 수 없고 두 사람의 체격 차이를 감안하면 합의에 의한 것으로 보기 힘들다며, 죄질이 나쁘고 피해자가 엄벌을 요구함에 따라 2017년 11월 9일 징역 2년 6월을 선고받고 법정 구속됐으며, 성폭력 치료 프로그램 40시간 이수를 선고받았다.

## 통산 기록
| 연도 | 팀명  | 평균자책점 | 경기 | 완투 | 완봉 | 승 | 패 | 세 | 홀 | 승률  | 타자 | 이닝  | 피안타 | 피홈런 | 볼넷 | 사구 | 탈삼진 | 실점 | 자책점 |
| ---- | ----- | ---------- | ---- | ---- | ---- | -- | -- | -- | -- | ----- | ---- | ----- | ------ | ------ | ---- | ---- | ------ | ---- | ------ |
| 2011 | 한화  | 6.69       | 26   | 0    | 0    | 1  | 3  | 0  | 1  | 0.250 | 189  | 39    | 47     | 2      | 25   | 0    | 27     | 39   | 29     |
| 2012 | 한화  | 4.77       | 27   | 0    | 0    | 6  | 8  | 0  | 1  | 0.429 | 502  | 111.1 | 101    | 13     | 79   | 1    | 82     | 61   | 59     |
| 2013 | 한화  | 6.78       | 25   | 0    | 0    | 5  | 10 | 0  | 2  | 0.333 | 356  | 71.2  | 89     | 4      | 54   | 5    | 47     | 56   | 54     |
| 2014 | 한화  | 4.14       | 21   | 0    | 0    | 4  | 4  | 0  | 0  | 0.500 | 436  | 91.1  | 100    | 2      | 72   | 3    | 53     | 54   | 42     |
| 2015 | KIA   | 7.90       | 27   | 0    | 0    | 0  | 8  | 0  | 0  | 0.000 | 268  | 54.2  | 67     | 9      | 40   | 3    | 34     | 53   | 48     |
| 2016 | KIA   | 20.25      | 1    | 0    | 0    | 0  | 0  | 0  | 0  | -     | 11   | 1.1   | 2      | 1      | 6    | 0    | 0      | 3    | 3      |
| 통산 | 6시즌 | 5.73       | 127  | 0    | 0    | 16 | 33 | 0  | 4  | 0.327 | 1762 | 369.1 | 406    | 31     | 276  | 12   | 243    | 266  | 235    |

## 연봉
- 2011년 2,400만원
- 2012년 2,400만원
- 2013년 6,800만원[10]
- 2014년 6,400만원[11]

## 참조
1. ↑  광주일고, 황금사자기 5번째 정상 《연합뉴스》, 2010년 3월 29일
2. ↑  세계청소년야구대회 출전 선수 20명 확정 《뉴시스》, 2010년 5월 28일
3. ↑  '고교 최대어' 유창식, 메이저 리그 거절 이유 - 스포츠서울
4. ↑  광주일고 유창식, 전체 1순위 한화행[깨진 링크(과거 내용 찾기)] 《OSEN》, 2010년 8월 16일
5. ↑  '슈퍼 루키' 유창식, "현진이 형한테 많이 배우겠다"[깨진 링크(과거 내용 찾기)] 《OSEN》, 2011년 1월 5일
6. ↑  '특급 좌완' 유창식, 7억 원에 한화 입단 《YTN》, 2010년 9월 1일
7. ↑  유창식, 류현진과 'LG 킬러' 바통 터치? - 조이뉴스24
8. ↑  http://m.sports.naver.com/kbaseball/news/read.nhn?oid=001&aid=0008562382
9. ↑  '고의 볼넷' 프로야구 승부조작 유창식 집행유예 2년 <<연합뉴스>> 2016-12-30
10. ↑  한화, 연봉 인상 화끈. 류현진 효과인가? 《스포츠서울》, 2012-12-18 11:19
11. ↑  '최하위' 한화, 연봉 삭감자 2명에 그친 이유 보관됨 2014-02-22 - 웨이백 머신 《OSEN》, 2014-01-15 07:20